# 10mm Auto

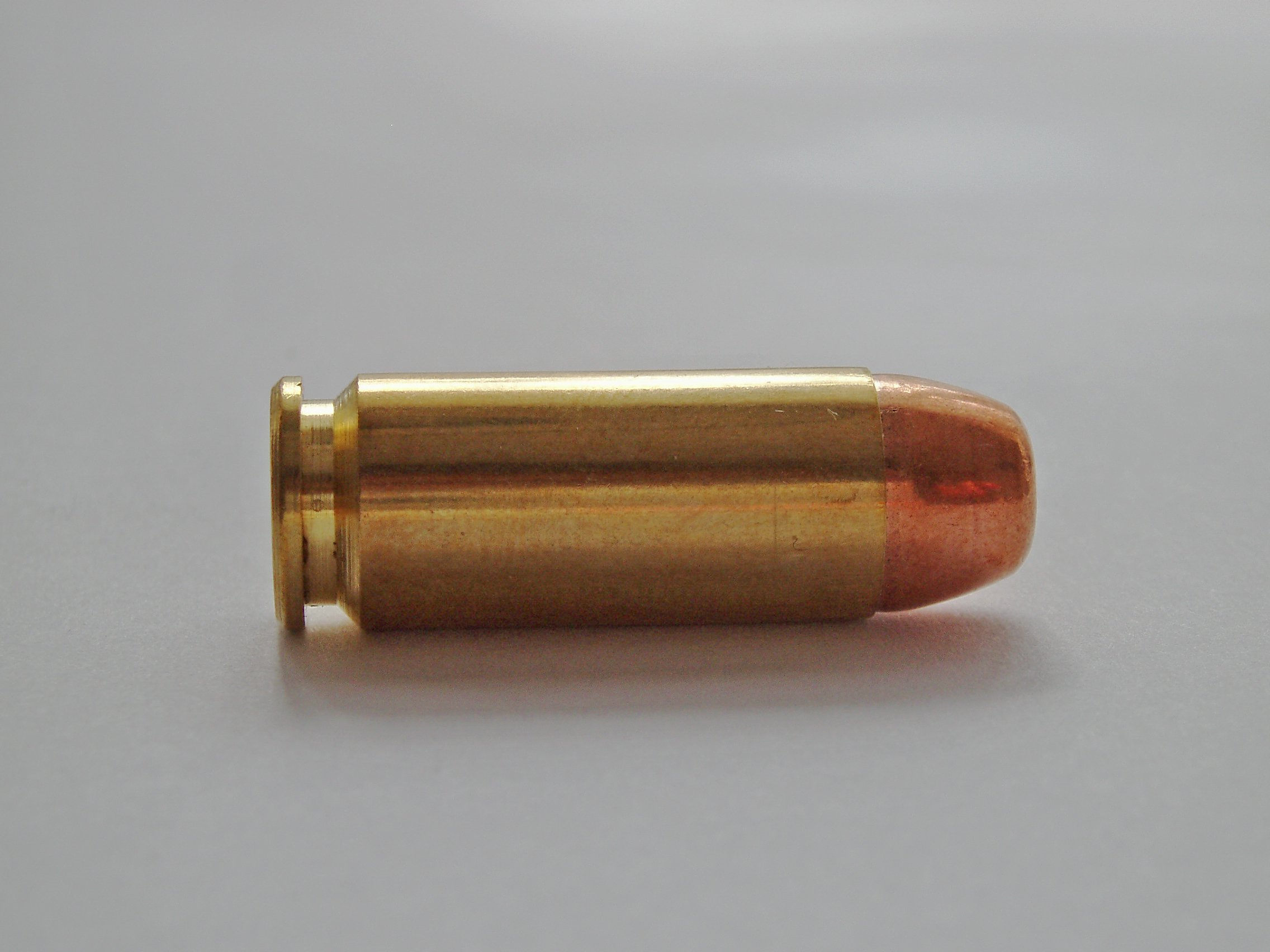
Cartucho 10mm Auto jacketed flat point.

O 10mm Auto (10 × 25mm, nomenclatura oficial da CIP: 10 mm Auto, nomenclatura oficial do SAAMI: 10mm Automatic) é um poderoso cartucho de pistola semiautomática desenvolvido pelo fuzileiro naval Jeff Cooper e lançado em 1983 com a pistola Bren Ten. Seu design foi adotado e produzido posteriormente pelo fabricante de munições FFV Norma AB de Åmotfors, Suécia.